# Namonaki Uta
Na mo Naki Uta  è un brano musicale del gruppo musicale giapponese Mr. Children, pubblicato come loro decimo singolo il 5 febbraio 1996, ed incluso nell'album Shinkai. Il singolo ha raggiunto la prima posizione della classifica Oricon dei singoli più venduti in Giappone, vendendo 2 308 790 copie. Il brano è stato utilizzato come tema musicale del dorama televisivo Pure.

## Tracce
CD Singolo TFDC-28039
1. Namonaki Uta (名もなき詩)
2. Mata Aeru Kana (また会えるかな)
3. Namonaki Uta (Instrumental version)

## Classifiche
| Classifica (1996) | Posizione più alta |
| ----------------- | ------------------ |
| Giappone (Oricon) | 1                  |